# Ängelholms hembygdspark

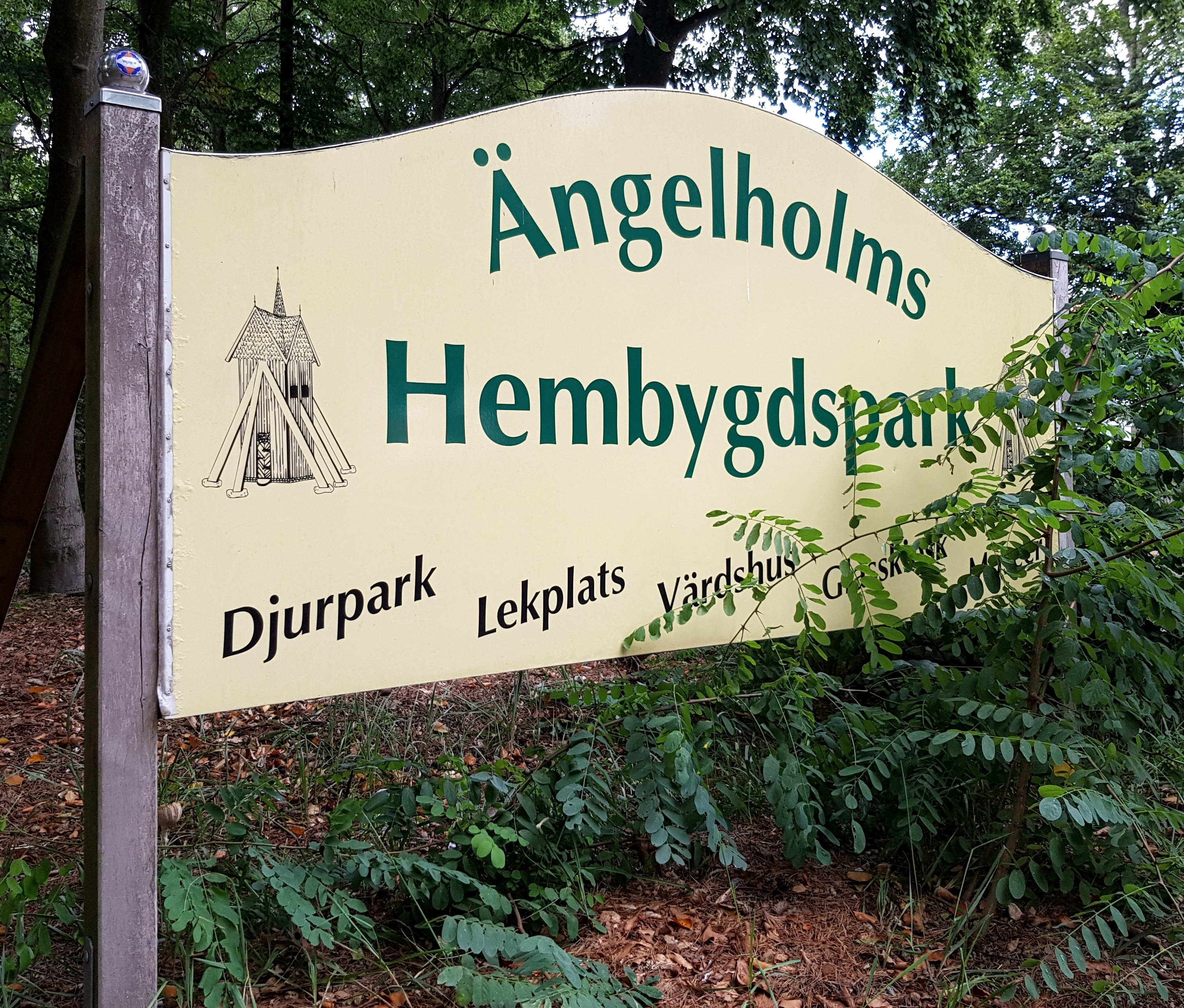
Skylt vid Ängelholms hembygdspark.

Ängelholms hembygdspark är en hembygdspark i Ängelholm.

## Om parken
Ängelholms hembygdspark och dess museer drivs av Ängelholms hembygdsförening. Parken har årligen omkring 300 000 besökare. I parken finns museer, ett värdshus, grillplatser och en lekplats. Där finns även ett mindre zoo med  bland annat dovhjortar, skruvhornsget, grisar, höns, fasaner och kaniner.
Området där parken ligger, som fram till tidigt 1700-tal mest liknat sandöken, uppläts på 1930-talet till Ängelholms Hembygdsförening. En av initiativtagarna till parken, och en av dem som arbetade mest målinriktat med att få parken till stånd, var Malte Liewen Stierngranat. Parken invigdes 1 maj 1935. Det sydöstra hörnet av området hyste den första parkanläggningen. Genom Stierngranat kom även en replik av Carl Eldhs skulptur "Mor" till parken, och placerades på "Stierngranats plats". Skulpturen stals i augusti 2019. Parken har fågeldamm, stigar samt ett par hagar och är inhägnad med en jord- och stenvall. De första djuren som hölls var fyra dovhjortar, köpta från Slottsskogen i Göteborg.

## Museer
- Luntertunstugan från 1673, flyttad till parken 1935.
- Grönvallska gården uppförd vid Storgatan 1817 och flyttad till parken 1936-37.
- Kopia av klockstapel från Vittaryd i Småland med målningar ur den bibliska historien, av konstnären Pär Siegård.
- Tekniska Museet uppfört 1992–1993
- Skolmuseet uppfört 2000–2001.
- Lädermuseet, invigt 2008, med bland annat maskiner från Remfabriken, vapen och uniformer från Ängelholms husarer (Kronprinsens husarregemente), och en avdelning leksaker och dockor.

## Friluftsteater
I parken finns en större och en mindre utomhusscen. Den större scenen används på Valborgsmässoafton, vid kommunens nationaldagsfirande, och sommartid ofta för barnteater och musikprogram. Scenens publikplatser fick tak lagom till sommarsäsongen 2018, med hjälp av pengar bland annat från Sparbanksstiftelsen Gripen.